# Grzmiąca
Grzmiąca è un comune rurale polacco del distretto di Szczecinek, nel voivodato della Pomerania Occidentale.
Ricopre una superficie di 204,49 km² e nel 2005 contava 5 045 abitanti.